# Еб (Север)
Еб (фр. Aibes) насеље је и општина у североисточној Француској у региону Север-Па д Кале, у департману Север која припада префектури Авне сир Елп.
По подацима из 2011. године у општини је живело 369 становника, а густина насељености је износила 39,98 становника/km². Општина се простире на површини од 9,23 km². Налази се на средњој надморској висини од 37 метара (максималној 228 m, а минималној 163 m).

## Демографија
| 1962. | 1968. | 1975. | 1982. | 1990. | 1999. | 2011. |
| ----- | ----- | ----- | ----- | ----- | ----- | ----- |
| 307   | 314   | 323   | 339   | 400   | 385   | 369   |

График промене броја становника у току последњих година